# Josef Blažej Tomášek
Josef Blažej Tomášek (2. února 1885 Liblín – 18. června 1943 Věznice Plötzensee) byl český komunista a odbojář popravený nacisty.

## Život
Josef Blažej Tomášek se narodil 2. února 1885 v Liblíně na Rokycansku. Po ukončení studií pracoval jako úředník okresní nemocenské pojišťovny nejprve v Kralovicích a následně v Rokycanech, kde i bydlel. Byl aktivním členem Komunistické strany Československa, v Rokycanech působil jako předseda místní organizace Svazu přátel SSSR. Oženil se, s manželkou Boženou Tomáškovou měli dceru Alenu.

## Protinacistický odboj
Po německé okupaci v březnu 1939 vstoupil Josef Blažej Tomášek do komunistického protinacistického odboje. Za svou činnost byl v roce 1940 zatčen gestapem. Dne 19. února byl Lidovým soudním dvorem odsouzen k trestu smrti za velezradu a 18. června 1943 popraven gilotinou v berlínské věznici Plötzensee.

## Posmrtná ocenění
- V roce 1951 byla po Josefu Blažejovi Tomáškovi pojmenována ulice v Rokycanech.[2]
- V roce 1965 byl Josef Blažej Tomášek jmenován in memoriam čestným občanem města Rokycany.

## Publikační činnost
- Josef Blažej Tomášek publikoval v roce 1934 brožuru Liblín.